# Ostinato
Ein Ostinato (lateinisch obstinatus, hartnäckig, eigensinnig) ist in der Musik eine sich stetig wiederholende musikalische Figur, sei es eine Melodie, ein bestimmter Rhythmus (siehe Boléro von Maurice Ravel) oder ein anderes musikalisches Element.
Das Prinzip des Ostinatos gibt es vermutlich, seitdem musiziert wird, erste Quellen reichen bis ins Hochmittelalter zurück. Das Ostinato wurde insbesondere im 17./18. Jahrhundert, dem sogenannten Generalbasszeitalter, vorwiegend vom Bass ausgeführt (Basso ostinato) und erlebte, nachdem es als künstlerisches Mittel insbesondere während der Klassik in Vergessenheit geraten war, im 19. Jahrhundert eine kleine Wiederkehr. Ein schlicht-schönes Beispiel ist der Bass in der Berceuse von Frédéric Chopin.
Ein harmonisches Ostinato ist eine Akkordfolge, die fortlaufend wiederholt wird.
Im Jazz nennt man derartige Ostinati Vamps, in der Rockmusik spricht man vom Riff.
Die elektromechanische oder elektronische Umsetzung eines Ostinatos wird auch Loop genannt.